# Sector 1 (Bucarest)

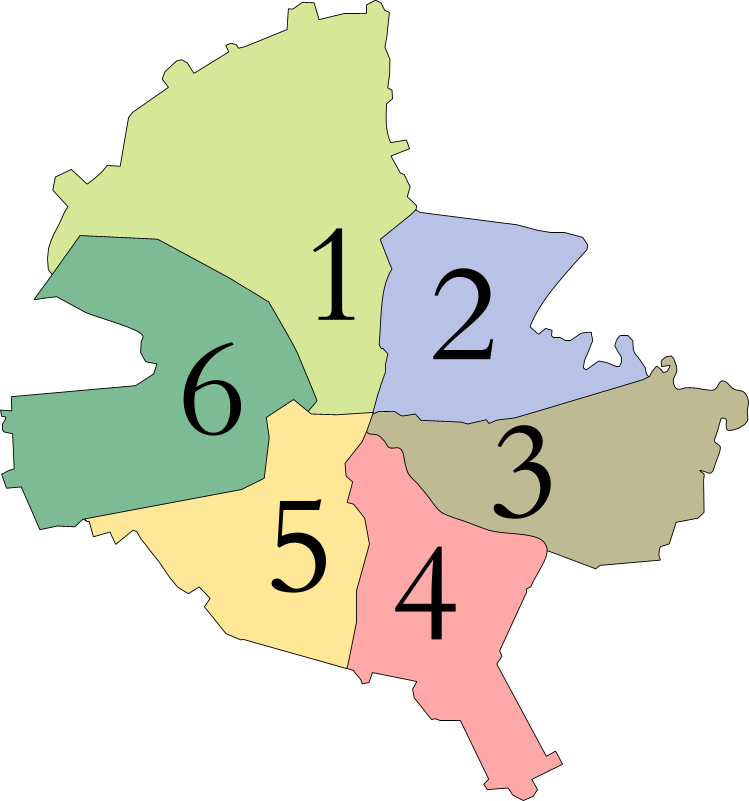
Els sis sectors de Bucarest

El sector 1 és una unitat administrativa de Bucarest situada a la part nord de la ciutat. També conté els districtes nord-oest de Băneasa i Pipera. Es creu que el sector 1 és el sector més ric de Bucarest. Com cadascun dels sectors de Bucarest, hi ha un jutjat local (Judecătoria Sectorului 1) que sotmet al Tribunal de Bucarest (Tribunalul București).

## Economia
Blue Air, JeTran Air, Petrom i Medallion Air tenen les seves oficines centrals al sector 1.

## Barris
- Aviatorilor
- Aviației
- Băneasa
- Bucureștii Noi
- Dămăroaia
- Domenii
- Dorobanți
- Gara de Nord
- Grivița
- Floreasca
- Pajura
- Pipera
- Primăverii
- Romană
- Victoriei

## Política
L'alcaldessa del sector és Clotilde Armand, de la Unió Save Romania (USR). Va ser elegida el 2020 per un mandat de quatre anys. El Consell Local del Sector 1 té 27 escons.